# Perditorulus fastigatus
Perditorulus fastigatus är en stekelart som beskrevs av Christer Hansson 2004. Perditorulus fastigatus ingår i släktet Perditorulus och familjen finglanssteklar.
Artens utbredningsområde är:
- Costa Rica.
- Guatemala.

Inga underarter finns listade i Catalogue of Life.